# Dzmitry Nikulenkau
Dzmitry Nikulenkau (Minsk, 12 de julio de 1984) es un exjugador de balonmano bielorruso que jugaba de central. Su último equipo fue el SKA Minsk. Fue un componente de la selección de balonmano de Bielorrusia.

## Palmarés

### Kielce
- Copa de Polonia de balonmano (1): 2006

### Dinamo Minsk
- Liga de Bielorrusia de balonmano (5): 2009, 2010, 2011, 2012, 2013
- Copa de Bielorrusia de balonmano (1): 2010
- Liga Báltica de balonmano (1): 2009

### Meshkov Brest
- Liga de Bielorrusia de balonmano (4): 2015, 2016, 2017, 2018
- Copa de Bielorrusia de balonmano (4): 2015, 2016, 2017, 2018

### SKA Minsk
- Copa de Bielorrusia de balonmano (1): 2019

## Clubes
- Polytechnik Minsk ( -2002)
- Arkatron Minsk (2002-2004)
- Vive Targi Kielce (2004-2008)
- HC Dinamo Minsk (2008-2014)
- Meshkov Brest (2014-2018)[2]
- SKA Minsk (2018-2020)